# شیخ کلینی
ابوجعفر محمّد بن یعقوب بن اسحاق کلینی رازی معروف به ثقةالاسلام کلینی (۲۵۸–۳۲۹ ه.ق/۸۶۴–۹۴۱ م) از بزرگ ترین و مشهور ترین حدیث نویسان و فقهای مذهب شیعه دوازده امامی بود. وی نویسنده کتاب کافی، اولین کتاب از کتب اربعه مذهب شیعه، و مهم ترین کتاب حدیثی و عقیدتی این مذهب است.

## زندگی
کلینی، در روستای کلین از روستاهای قدیمی پیرامون حسن‌آباد فشافویه تهران در ۳۸ کیلومتری شهر ری و در روستای کلین نزدیک حسن‌آباد فشافویه، و در زمان حسن عسکری به دنیا آمد. به همین جهت، او را به لقب رازی، منسوب به ری هم می‌خوانند.  ابوالحسن علی بن محمد معروف به علان رازی، دایی کلینی است و محمد بن عقیل کلینی، احمد بن محمد و محمد بن احمد همگی از خاندان کلینی و از علما و بزرگان شیعه به شمار می‌روند.
در ابتدا علوم اسلامی را نزد پدر و دایی خود گذراند. بعد از مدت کوتاهی که با منابع رجالی و حدیثی آشنا شد، برای ادامهٔ تحصیل خود به شهر ری رفت.
در آن دوران بیشتر مردمان شهر ری شافعی و حنفی مذهب بودند، ولی بعضی از روستاهای اطراف آن مثل علی‌آباد و حسن‌آباد شیعه‌نشین بودند و اکثر اهل تسنن آن شهر، همواره تحت تأثیر آنان بودند، از این رو ری به شهر شیعه‌نشین معروف بود. در آن دوران شهر ری، مرکز برخورد آرا و اندیشه‌های اسماعیلیه، حنفی، شافعی و شیعه شده بود. امروزه کتابخانه‌ای به نام کتابخانهٔ شیخ کلینی در شهر ری به یاد او وجود دارد.

## استادان
ثقةالاسلام کلینی در ری، قم، بغداد، کوفه و دیگر نقاط ممالک اسلامی
در نیمهٔ دوم سدهٔ سوم هجری، دانشمندان بزرگ، فقیهان و محدثان بسیاری را ملاقات کرده و از آنان به اجازه‌هایی دریافت کرده است. در کتب رجال و تراجم، بالغ بر ۴۰ نفر از فقها و محدثان را نام می‌برند که از استادان و مشایخ اجازه وی به‌شمار رفته‌اند و کلینی در نزد آن‌ها شرایط شاگردی به جای آورده است.
برخی از استادان شیخ کلینی عبارتند از:
1. احمد بن محمد بن عاصم کوفی
2. حسن بن فضل بن زید یمانی
3. محمد بن حسن صفار قمی
4. محمد بن اسماعیل نیشابوری
5. احمد بن مهران
6. احمد بن ادریس قمی
7. عبدالله بن جعفر حمیری

## شاگردان
بسیاری از فقها و محدثین بنام شیعه که از مشاهیر بودند از جمله شاگردان کلینی به‌شمار می‌روند:
1. ابن ابی رافع صیمری
2. احمد بن احمد کاتب کوفی
3. احمد بن علی ن سعید کوفی
4. ابو غالب احمد بن زراری
5. ابن قولویه
6. علی بن محمد بن موسی دقاق
7. محمد بن ابراهیم نعمانی معروف به ابن ابی زینب
8. محمد بن احمد صفوانی
9. محمد بن احمد سنانی زاهری، مقیم ری
10. محمد بن علی ما جیلویه
11. محمد بن محمد بن عصام کلینی
12. هارون ابن موسی

## درگذشت
کلینی در سال ۳۲۹ هجری قمری، که مصادف با مبدأ غیبت کبری حجت بن الحسن است در سن ۷۰ سالگی در بغداد، درگذشت. ابو قیراط محمد بن جعفر حسنی، یکی از بزرگان بغداد بر پیکرش نماز خواند. آرامگاه او در «باب‌الکوفه» در بغداد، امروز در ناحیه شرقی رود دجله کنار پل قدیم بغداد و زیارتگاه مسلمانان است.